# Samantha Magee
Samantha Magee (ur. 10 lipca 1983) – amerykańska wioślarka. Srebrna medalistka olimpijska z Aten.
Zawody w 2004 były jej jedynymi igrzyskami olimpijskimi. W stolicy Grecji medal zdobyła w ósemce. W 2007 zdobyła złoty medal mistrzostw świata w tej konkurencji.